# Résistance (Orbital)
Pour les articles homonymes, voir Résistance.
Résistance est le sixième album du troisième cycle de la série de science-fiction Orbital constituée de diptyques, dessiné par Serge Pellé et écrit par Sylvain Runberg, édité en mars 2015 par les éditions Dupuis dans la collection Grand Public.